# Regina Alférez Licea
Regina Alférez Licea (1º dicembre 1997) è una nuotatrice artistica messicana.

## Palmarès

### Coppa del Mondo
- 8 podi:
  - 4 vittorie (4 nella gara a squadre)
  - 2 secondi posti (2 nella gara a squadre)
  - 2 terzo posto (1 nel duo e 1 nella gara a squadre)

#### Coppa del mondo - vittorie
| Data           | Luogo    | Paese   | Disciplina      |
| -------------- | -------- | ------- | --------------- |
| 13 maggio 2023 | Soma Bay | Egitto  | Team tecnico    |
| 15 maggio 2023 | Soma Bay | Egitto  | Team acrobatico |
| 3 maggio 2024  | Parigi   | Francia | Team tecnico    |
| 5 maggio 2024  | Parigi   | Francia | Team acrobatico |